# Prožurska Luka
Prožurska Luka (olaszul: Porto Chiave) falu Horvátországban, Dubrovnik-Neretva megyében. Közigazgatásilag Mljethez tartozik.

## Fekvése
Dubrovnik városától légvonalban 37 km-re északnyugatra, községközpontjától légvonalban 8, közúton 11 km-re keletre, Mljet szigetének keleti részén Prožurától keletre, a sziget északi partján található.

## Története
Prožura a szlávok betelepülésekor Vrhmljeće és Babino Polje településekkel egyidejűleg keletkezett. Írásos forrásban 1345-ben, a veliki jezeroi Szűz Mária kolostor apátjának egyik oklevelében említik először Progsuri alakban. 1410-től a szigettel együtt az a vidék is a Raguzai Köztársaság része lett. Lukács pap mljeti kancellár 1447. november 30-án kelt végrendeletében mljeti birtokait beleértve a prožurai Szentháromság templomot a lokrumi bencés apátságra hagyta, mely így újra birtokos lett a szigeten. A templom és a kolostor körül alakult ki ma is látható település. A település mellett építették fel a négyszögletes védőtornyot, mely a kalóztámadások ellen védelmezte, egyúttal menedékül szolgált a lakosság számára. Így volt ez akkor is, amikor a kalózok a közeli Okuklja lerombolása után Prožurát is megtámadták.
1806-ban Dalmáciával együtt a Raguzai Köztársaságot legyőző franciák uralma alá került, de Napóleon bukása után 1815-ben a berlini kongresszus Dalmáciával együtt a Habsburgoknak ítélte. Prožurának 1857-ben 155, 1910-ben 184 lakosa volt. 1918-ban az új szerb-horvát-szlovén állam, majd később Jugoszlávia része lett. 1991-től a független Horvátországhoz tartozik. Maga Prožurska Luka az 1980-as években Prožura kikötőjeként alakult ki, amikor az ottani halászok szerszámaik, hálóik őrzésére, csónakjaik, hajóik javítására kisebb tárolóépületeket kezdtek építeni. Később a turizmus fejlődésének hatására a falu lakói közül többen le is költöztek a tengerpartra. 2011-ben Prožurska Lukának 40 állandó lakosa volt. Lakói főként turizmussal, vendéglátással, halászattal foglalkoznak.

## Népesség
| Lakosság változása | Lakosság változása | Lakosság változása | Lakosság változása | Lakosság változása | Lakosság változása | Lakosság változása | Lakosság változása | Lakosság változása | Lakosság változása | Lakosság változása | Lakosság változása | Lakosság változása | Lakosság változása | Lakosság változása | Lakosság változása |
| ------------------ | ------------------ | ------------------ | ------------------ | ------------------ | ------------------ | ------------------ | ------------------ | ------------------ | ------------------ | ------------------ | ------------------ | ------------------ | ------------------ | ------------------ | ------------------ |
| 1857               | 1869               | 1880               | 1890               | 1900               | 1910               | 1921               | 1931               | 1948               | 1953               | 1961               | 1971               | 1981               | 1991               | 2001               | 2011               |
| 0                  | 0                  | 0                  | 0                  | 0                  | 0                  | 0                  | 0                  | 0                  | 0                  | 0                  | 0                  | 6                  | 15                 | 14                 | 40                 |

## Gazdaság
Lakói korábban mezőgazdaságból és halászatból éltek, áruikat Dubrovnikban értékesítették. A 20. század második felében létrejött a közvetlen hajóforgalom Dubrovnikkal, de mivel nem volt jövedelmező idővel megszüntették. Ma a helyi gazdaság alapját a halászat, a vendéglátás és a turizmus képezi.

## Fordítás
Ez a szócikk részben vagy egészben  a   Prožurska Luka című horvát Wikipédia-szócikk ezen változatának fordításán alapul.  Az eredeti cikk szerkesztőit annak laptörténete sorolja fel. Ez a jelzés csupán a megfogalmazás eredetét és a szerzői jogokat jelzi, nem szolgál a cikkben szereplő információk forrásmegjelöléseként.